# ديول ماسترز
هي لعبة مثل مبارزة الوحوش تنقسم الاوراق إلى قسمين اوراق القوة والمخلوقات وتنقسم إلى خمسة عناصر:
```
1 الضوء
```

2الماء
3 الطبيعة
4 الظلام
```
5 النار. 
```

لديك خمسة دروع إذا دمرت وهجمت مباشره تخسر كل ورقه يوجد رقم عليها أقصى اليمين لاتستطيع استدعاه إلى إذا كان هناك عدد ارقم في منطقة الامانا (وهي اوراق توضع خلف الوحوش وتستطيع استدعا أي ورقه إلى منطقة الامانا واراق المانا)هناك وحوش تسمى متحوله وهي ان تحول وحش إلى آخر من أقوى وحوش اللعبة 1 التنين المجنح الخارق الحضرة النار القوه15000 2 الكديس ملك الاضواء الشمسية الحضرة الضوء القوه12500 3 بلوم سيد الموت الحضرة الظلام القوة 12000 4 فارس المياه العذبة الحضارة الماء القوه14000 5 العملاق حارس الشجرة العملاقة القوه13000 صدر انمي ومانجا اوراقه نادره وخاصه في الوطن العربي